# CargoBeamer
CargoBeamer ist ein horizontales Verladungsystem der CargoBeamer AG für den kombinierten Eisenbahnverkehr, welches den vollautomatischen Umschlagvorgang an allen Waggons eines Zuges parallel ermöglicht. Das System wurde nach der Erfindung im Jahr 1998 von der CargoBeamer AG 2013 durch die Inbetriebnahme erster Pilotverkehre zur Marktreife gebracht. Zwischen 2015 und 2018 konnte eine kontinuierliche Steigerung der Anzahl Züge (von 2564 auf 12285), des Transportvolumens (von 26 auf 152 Millionen tkm) und der Auslastung der Züge (von 60 auf 85 Prozent) erreicht werden. Im Jahr 2021 wurde im französischen Calais das erste Terminal eröffnet, welches vollständig über die Umschlagtechnologie von CargoBeamer verfügt und für den freien Markt zugänglich ist.
Zum CargoBeamer-System gehören spezielle Waggons des Typs Sdkmss zusammen mit dem JetModul, einer Art Schublade, in der jeweils ein nicht kranbarer Sattelauflieger abgestellt wird, und dem CargoBeamer-Terminal, in dem an einem Gleis die speziellen Einrichtungen zum Verschub der JetModule verbaut sind.

## Umschlagvorgang
Die Sattelauflieger werden von der Zugmaschine auf die bereitstehenden JetModule im CargoGate, einem speziellen Umschlagbahnhof, abgestellt.
Dort werden sie abgekuppelt und die Zugmaschine fährt weg. Danach fährt ein Güterzug – bestehend aus CargoJet-Güterwagen – in die Umschlaganlage ein. Aus den Taschenwagen werden die JetModule, auf dem der Lkw-Auflieger transportiert wird, seitlich herausgeschoben. Von der anderen Seite werden die beladenen Wannen in die Güterwagen hineingeschoben. Der Zug ist nun wieder abfahrbereit. Der gesamte Umschlagvorgang soll laut Hersteller 20 Minuten dauern.
Der CargoBeamer ist in erster Linie für den Transport von Sattelaufliegern ausgelegt. Diese machen den Großteil des europäischen Lkw-Fernverkehrs aus. Es ist prinzipiell auch möglich, Wechselbrücken oder ISO-Container damit zu transportieren.

## Vor- und Nachteile
Vorteile
- Der Umschlag erfolgt relativ schnell im Vergleich zu einer Kranverladung oder Reach-Stacker, wenn alle Auflieger richtig positioniert in der Schale liegen.
- Das System funktioniert unter elektrifizierten Gleisen.
- Zugmaschine und Zug müssen nicht zeitgleich im Terminal sein.
- Der Waggon ist kompatibel zu konventionellen Umschlagterminals. Die Wagenaufsätze können durch die in diesen Terminals eingesetzten Portalkräne oder mit Reach-Stackern aus den Wagen gehoben werden. Dadurch kann auch die große Mehrheit der Trailer, die sonst nicht kranbar wäre, mittels der Wagenaufsätze auf Eisenbahnwagen gehoben werden.
- Die CargoBeamer GateModule (Terminaltechnik) sind mit 13 m Breite plus Fahrspuren für die Lkw sehr effizient und benötigen bei gleichem Durchsatz weniger Fläche als ein konventionelles Umschlagterminal.
- Die Güterwagen sind frei von Elektrik und Hydraulik und damit einfacher und günstiger als die Wagen anderer Horizontalumschlagsysteme.

Nachteile
- Die Güterwagen sind schwerer als Taschenwagen – dieser Nachteil wird insbesondere auf Strecken mit hohen Steigungen (Gebirgsstrecken) wirksam.
- Die Güterwagen sind technisch komplexer und teurer als bisherige Taschenwagen, sowohl die für den Vertikalumschlag mit Kränen als auch die Wagen der Rollenden Landstraße.
- Mit dem CargoBeamer-System können keine Lastzüge befördert werden, nur die Auflieger von Sattelzügen.

## Zulassung

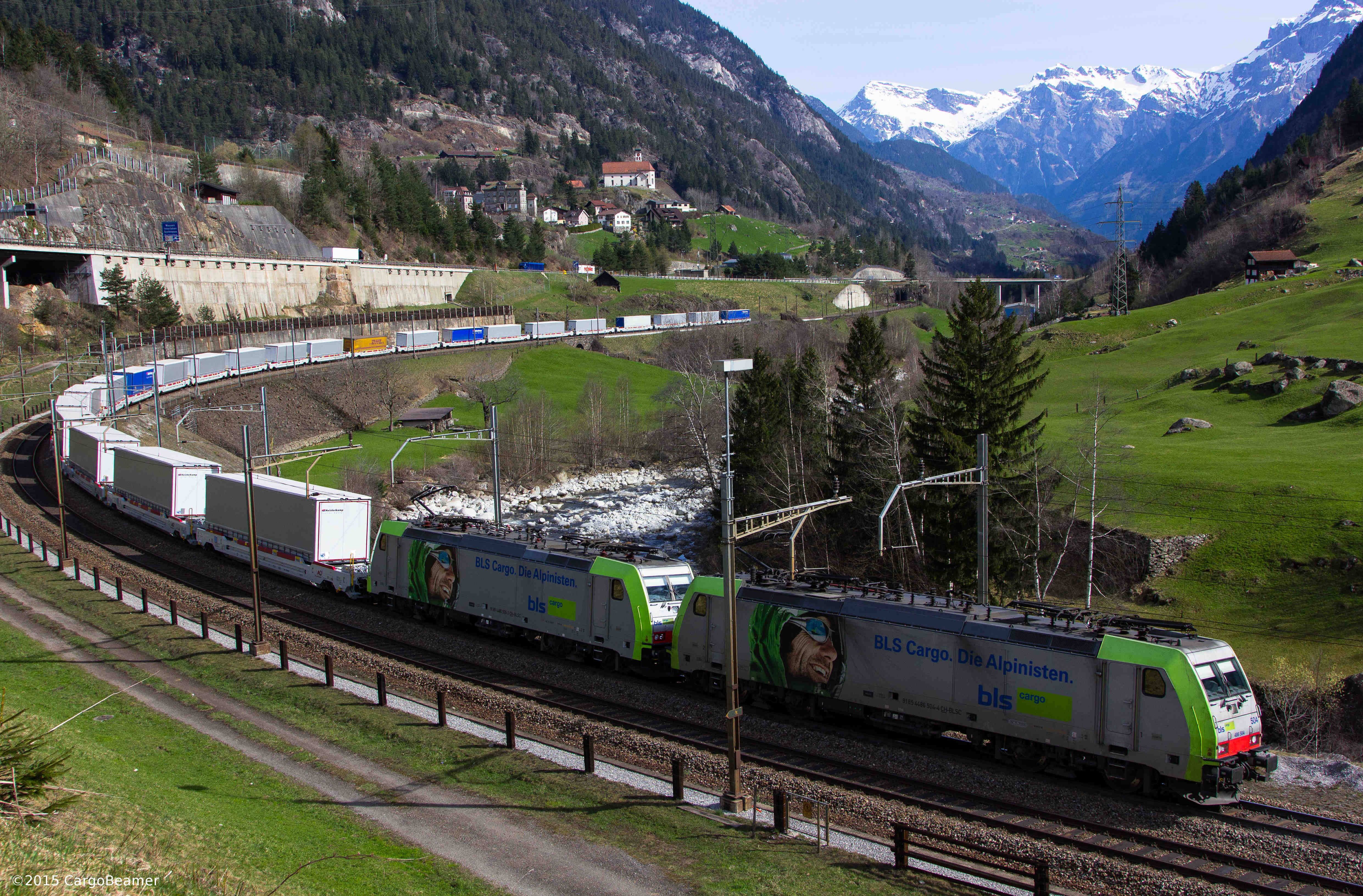
Erster CargoBeamer Zug im Einsatz im Gotthardmassiv im April 2015, gezogen von BLS Cargo

Die Wagen sind seit dem Jahr 2010 als TSI-konform vom Eisenbahn-Bundesamt zugelassen und können somit in der ganzen EU eingesetzt werden.

## Routen

### Kaldenkirchen-Domodossola
Die CargoBeamer AG betreibt seit mehreren Jahren mit mittlerweile elf wöchentlichen Rundläufen eine Zugverbindung vom Cabooter Rail Terminal, Kaldenkirchen an der deutsch-niederländischen Grenze, zum Schenker Italiana Terminal, Domodossola, und zurück. Dabei verkehrt der Zug auf der Lötschberg-Simplon Route durch die Schweizer Alpen. Zwischen 2015 und 2020 wurden mehr als 64‘000 Auflieger mit CargoBeamer AG auf dieser Route transportiert. Mit einer realisierten Frachtkapazität von mehr als 636 Millionen Tonnenkilometer konnte die Firma fast 18‘000 Tonnen CO2-Emissionen gegenüber dem Straßenverkehr einsparen. Mit einem Durchschnitt von über 87 % Auslastung wurde das Angebot der CargoBeamer AG genutzt. Dies auch dann, wenn auf den gegebenen Strecken noch keine CargoBeamer Terminals zum Zuge kamen und die Auflieger immer noch konventionell mit Greifstaplern verladen wurden.

### Calais–Perpignan
Seit Juli 2021 betreibt die CargoBeamer AG die erste Linie vom unternehmenseigenen CargoBeamer Terminal in Calais aus. Diese führt ins südfranzösische Perpignan, wird mit vier wöchentlichen Rundläufen bedient und von DB Cargo France (ehemals Euro Cargo Rail) traktioniert.

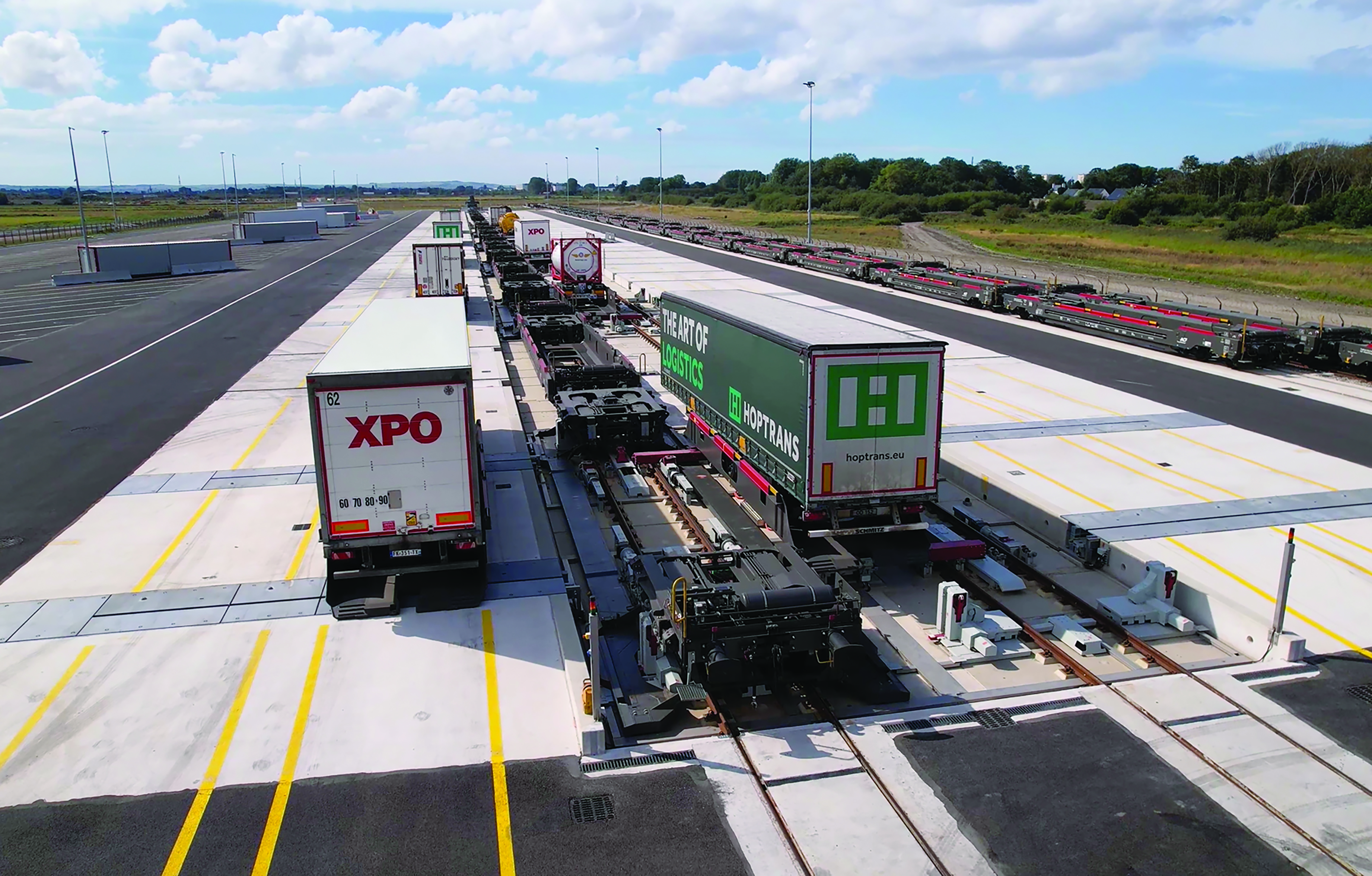
Das CargoBeamer Terminal in Calais im Einsatz. Zu sehen ist die horizontale Verschiebung der Sattelauflieger, welche auf die speziellen Wannen geladen wurden.

### Calais–Domodossola
Ende 2021 wurde dem Terminal in Calais eine zweite Linie hinzugefügt, welche Nordfrankreich mit Domodossola verbindet. Nach einer Hochlaufphase mit vier wöchentlichen Fahrten je Richtung wird diese Route mittlerweile mit sechs Umläufen betrieben.

### Kaldenkirchen–Perpignan
Die bislang neueste Route im Netzwerk der CargoBeamer AG ist die Linie zwischen Kaldenkirchen und Perpignan, welche im Januar 2022 eröffnet wurde. Seit Februar 2022 wird diese mit fünf wöchentlichen Rundläufen bedient, wobei als Traktionspartner erneut DB Cargo France hinzugeholt wurde.

### Testbetrieb Leipzig–Hagen

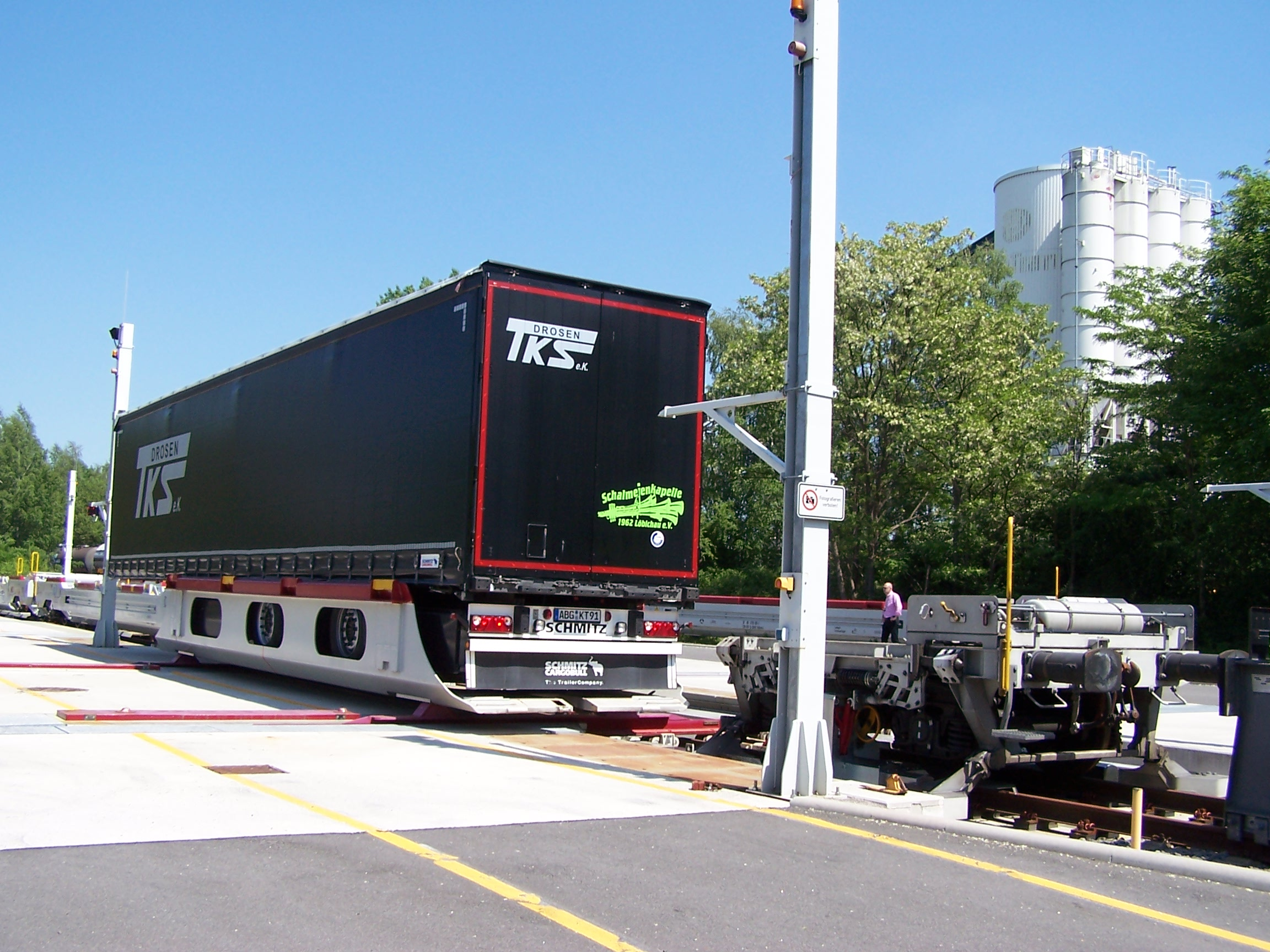
CargoBeamer Terminal in Leipzig (2014)

Im Jahre 2011 fand ein Testbetrieb zwischen Leipzig und Hagen statt. Lediglich in Leipzig befindet sich ein CargoBeamer-Umschlagbahnhof, und dieser verfügt nur über Umschlagmodule für drei Wagen. In Hagen werden die Sattelauflieger mit herkömmlichen Kränen umgeschlagen.
Trotzdem können nicht-kranbare Sattelauflieger umgeschlagen werden, da die Wannen, in denen die Sattelauflieger stehen, kranbar sind.

### Pilotstrecke Rotterdam–Riga
Die erste kommerzielle Strecke soll von Rotterdam nach Riga führen. Eine Besonderheit ist hierbei, dass auf dieser Relation zwei unterschiedliche Spurweiten zum Einsatz kommen. Anstatt einer herkömmlichen Umspurung kann die Fracht beim CargoBeamer an der Grenze einfach zwischen Regel- und Breitspurzügen umgeladen werden. Diese Strecke wird durch die EU mit 5.415.900 € aus dem Marco-Polo-II-Rahmenprogramm gefördert.

## Realisierte und geplante CargoBeamer-Terminals
Am 22. Dezember 2020 schloss die CargoBeamer AG mit der Europäischen Investitionsbank eine Vereinbarung über ein bis 2022 laufendes Darlehen in Höhe von 12,6 Millionen Euro zur Finanzierung der neuen Terminals in Kaldenkirchen, Calais und Domodossola.

### Calais
Im Sommer 2020 fand der Spatenstich für das erste komplette CargoBeamer Terminal in Calais statt. CargoBeamer AG errichtet in unmittelbarer Nähe zum Fährterminal und zum Kanaltunnel eine hochinnovative Umschlaganlage mit zwei Gleisen in 18 sogenannten „Doppel-Gate Modulen“. Nach dem Vollausbau kann die Anlage Züge mit jeweils 36 Sattelaufliegern voll automatisiert innerhalb von 20 Minuten ent- und wieder beladen. Ein Konsortium unter der Leitung des französischen Baukonzern Eiffage führt die Bauarbeiten durch. Der Betriebsstart soll im späten Frühjahr 2021 erfolgen. Die nordfranzösische Hafenstadt Calais festigt damit ihre Position als Logistik-Drehkreuz zwischen England und dem europäischen Kontinent. Wichtige Unterstützung erhält das Projekt durch eine europäische Förderung in Höhe von 7 Millionen Euro und weitere Fördermittel des französischen Staates und der Region Hauts-de-France. Im Juli 2021 wurde das Terminal eröffnet. Es hat eine Kapazität von sechs täglichen Zugpaaren. Ab Mitte Juli 2021 werden wöchentlich vier Verbindungen nach Perpignan angeboten, die im vierten Quartal um eine weitere Verbindung nach Domodossola ergänzt werden.

### Domodossola
Im März 2021 gab CargoBeamer den Kauf eines Terminalgeländes in Domodossola bekannt, wo künftig das zweite vollständige CargoBeamer Terminal entstehen soll. Von und nach Domodossola betreibt das Unternehmen eine Route nach Kaldenkirchen mit elf wöchentlichen Rundläufen sowie eine Linie nach Calais mit sechs Umläufen pro Woche.

### Wolfsburg
Als Teil eines dreijährigen Pilotprojekts wurde auf dem Gelände des Volkswagenwerks in Wolfsburg eine Pilotanlage errichtet und zwischen 2013 und 2016 erfolgreich betrieben. Dabei wurde das Terminal auf die Funktionalität getestet. Der Pilotbetrieb war für wöchentlich zwölf Rundläufe nach Bettembourg (Luxemburg) ausgelegt. Wie aus dem Projektschlussbericht hervor geht, erzielte die Anlage eine Zuverlässigkeit von fast 100 %. Offizieller Baubeginn war am 29. November 2012. Die Anlage ist im Frühjahr 2013 in Betrieb gegangen und Ende des Versuchs und wurde nach erfüllen aller Ziele Ende 2016 wieder zurückgebaut. Wegen den Platzverhältnissen am Werk wurde von einem Ausbau oder einer Weiterentwicklung vor Ort, wie geplant, abgesehen.

### Hagen-Hengstey
In Hagen-Hengstey war ein CargoBeamer-Umschlagbahnhof auf dem Gelände des ehemaligen Rangierbahnhofs Hengstey, dessen Rangierbetrieb am 1. Februar 1976 eingestellt wurde, am Ufer des Hengsteysees in der Planung. Dieses Gelände am Schnittpunkt der Ruhr-Sieg-Strecke, der Ruhrtalbahn, der Bahnstrecke Hagen–Hamm und der Oberen Ruhrtalbahn wäre über die in unmittelbarer Nähe befindliche Abfahrt Hagen-Nord der parallel verlaufenden Bundesautobahn 1 gut an das Straßennetz angebunden. Da der Standort vor allem bei den Anliegern auf Bedenken stieß, wurde dieser nicht realisiert.

### Mockava
In der Nähe des litauischen Dorfes Mockava plante man Anfang der 2010er Jahre ein CargoBeamer-Terminal. Der Ort liegt an der einzigen Verbindung des polnischen Normalspurnetzes und des in russischer Breitspur errichteten Eisenbahnnetzes der drei baltischen Staaten.

## Konkurrierende Horizontalumschlagsysteme
- Modalohr
- Flexiwaggon
- Megaswing